# Сірілл Маканакі
Сірілл Маканакі (фр. Cyrille Makanaky, нар. 28 червня 1965, Дуала) — камерунський футболіст, що грав на позиції півзахисника, нападника.
Виступав, зокрема, за клуби «Ланс», «Малага» та «Вільярреал», а також національну збірну Камеруну.

## Клубна кар'єра
У дорослому футболі дебютував 1984 року виступами за команду «Саїнт-Леу», в якій провів один сезон, взявши участь у 30 матчах чемпіонату.
Згодом з 1985 по 1988 рік грав у складі команд «Газелек» та «Тулон».
Своєю грою за останню команду привернув увагу представників тренерського штабу клубу «Ланс», до складу якого приєднався 1988 року. Відіграв за команду з Ланса наступний сезон своєї ігрової кар'єри.
Протягом 1989—1990 років знову захищав кольори клубу «Тулон».
У 1990 році уклав контракт з клубом «Малага», у складі якого провів наступні два роки своєї кар'єри гравця.
З 1992 року один сезон захищав кольори клубу «Вільярреал».
Протягом 1993—1996 років захищав кольори клубів «Маккабі» (Тель-Авів), «Барселона» (Гуаякіль) та «Газелек».
Завершив ігрову кар'єру у команді «Барселона» (Гуаякіль), у складі якої вже виступав раніше. Повернувся до неї 1996 року, захищав її кольори до припинення виступів на професійному рівні у 1996 році.

## Виступи за збірну
У 1987 році дебютував в офіційних матчах у складі національної збірної Камеруну.
У складі збірної був учасником Кубка африканських націй 1988 року у Марокко, здобувши того року титул континентального чемпіона, чемпіонату світу 1990 року в Італії, Кубка африканських націй 1990 року в Алжирі, Кубка африканських націй 1992 року у Сенегалі.
Загалом протягом кар'єри у національній команді, яка тривала 6 років, провів у її формі 19 матчів, забивши 1 гол.

## Титули і досягнення
- Переможець Кубка африканських націй: 1988